# Męcikał
Męcikał (dodatkowa nazwa w j. kaszub. Mãcëkôł) – wieś kaszubska w Polsce, w województwie pomorskim, w powiecie chojnickim, w gminie Brusy.
Wieś leży na wschodnim krańcu Zaborskiego Parku Krajobrazowego. Wieś jest siedzibą sołectwa Męcikał, w którego skład wchodzą również miejscowości: Czernica, Dąbrówka, Giełdon, Okręglik, Parowa, Pokrzywno, Spierwia, Męcikał-Struga i Turowiec.
W latach 1954–1959 wieś należała i była siedzibą władz gromady Męcikał, po jej zniesieniu w gromadzie Brusy, od 1962 roku w Brusy-Południe, a od 1969 w nowej gromadzie Brusy.
| SIMC    | Nazwa          | Rodzaj      |
| ------- | -------------- | ----------- |
| 0081375 | Dębowa Góra    | osada leśna |
| 0080140 | Męcikał-Struga | część wsi   |
| 0080134 | Spierwia       | osada leśna |

W miejscowości jest przystanek kolejowy Męcikał.

## Archeologia
Na terenie wsi odkryto jedno z najważniejszych skupisk osadnictwa z epoki kamienia, przede wszystkim mezolitycznego. Duże skupiska istniały obozowisk w trzech miejscach: bezpośrednio nad brzegami rzeki Brdy i południowym brzegiem jeziora Kosobudno, na południowo-zachodnim brzegu jeziora Trzemeszno oraz nad małymi jeziorkami (m.in. jezioro Rytosice) położonymi na południowy wschód od rzeki Brdy.
Mezolityczne obozowiska zakładano na piaszczystych terenach rzek i jezior. Najwcześniejsze ślady człowieka, datowane na paleolit schyłkowy, zlokalizowane zostały nad jeziorem Trzemeszno. Cechą charakterystyczną obozowisk mezolitycznych jest współwystępowanie na ich terenie materiałów ceramicznych związanych z okresem neolitu lub wczesną epokę brązu. Wskazuje to na długotrwałe osadnictwo grup ludzkich o gospodarce rybacko-łowieckiej na tych obszarach. Obozowiska są związane z tzw. kulturą komornicką, chojnicko-pieńkowską i grzebykowo-dołkową. Do nielicznych odkryć należą stanowiska datowane na późniejsze okresy chronologiczne. Są to m.in.: ślady cmentarzyska z wczesnej epoki żelaza odkryte na zachodnim brzegu rzeki Brdy, pojedyncze ślady z okresu późnego średniowiecza i czasów nowożytnych.

## Historia
Dawne nazwy: Menczykał, Mendczikal, Męcikały. Na podstawie badań archeologicznych można wnioskować, że osada istniała już w średniowieczu być może jako strażnica – tu prowadził szlak północ-południe z przeprawą przez rzekę Brdę. W 1570 r. była tu karczma królewska, natomiast w 1648 r. mieszkańcy płacili czynsze już od czterech karczem i jednego gospodarstwa zagrodowego. W 1868 r. dawna osada karczmarska przekształciła się w dużą wieś, liczącą 212 mieszkańców, 64 budynki, w tym 24 mieszkalne. Obszar wsi wynosił 6792 morgi magdeburskie. W okresie międzywojennym część wsi po południowo-zachodniej stronie rzeki zabudowana była typowymi zagrodami chłopskimi – zabudowa drewniana, po północno-wschodniej w dużej części zabudowa murowana. Tu zachowały się również domy o charakterze małomiasteczkowym.
W 2010 Rada Gminy wbrew woli mieszkańców nadała ulicom we wsi nazwiska partyzantów „Gryfa Pomorskiego”: Józefa Dambka, Henryka Grabosza, Józefa Wryczy i Jana Bińczyka. Mieszkańcy na zebraniu sołeckim wyrazili natomiast wolę, aby ulice te nosiły nazwy Promykowa, Tęczowa, Miodowa i Kwiatowa.

## Położenie
Wieś jest usytuowana na mocno pofałdowanym terenie. Wieś o nieregularnym kształcie dostosowana do rzeźby terenu, zabudowana po północno-wschodniej i południowo-zachodniej stronie rzeki Brdy. Tu przecinały się szlaki handlowe we wszystkich kierunkach. W drugiej połowie XX wieku przebudowa drogi głównej Chojnice-Kościerzyna podzieliła północno-wschodnią część wsi. Południowo-zachodnia część, w zakolu rzeki Brdy nie zmieniła swojego pierwotnego ukształtowania. Zmieniła się struktura zabudowy, domy posadowione są na starych siedliskach, ale odbudowano je po drugiej wojnie światowej, po wielkim pożarze.

## Zabytki i kultura
Zachowała się zagroda z domem drewnianym po zachodniej stronie drogi, na prawym brzegu rzeki Brdy. Jeden z ciekawszych to budynek z 1936 r., do budowy którego użyto podkładów kolejowych. Po wschodniej stronie głównej drogi wieś zabudowana jest domami murowanymi – kamienicami. W Muzeum Etnograficznym w Toruniu jest kaszubska chałupa z pocz. XIX w. z tej wsi. Jest ona w ekspozycji ilustrującej warunki życia wielopokoleniowej rodziny, gospodarującej na ok. 4 morgach ziemi dzierżawionej od gbura. Źródłem pozyskiwania pożywienia było również rybołówstwo jeziorne oraz zbieranie i suszenie grzybów, orzechów oraz owoców leśnych. Najstarsza kobieta w rodzinie zajmowała się zielarstwem.
Tradycja miejsca silnie zakorzeniona u mieszkańców wsi – zabudowa po lewej stronie rzeki Brdy powstała po 1945 r. Cała osada została spalona w czasie II wojny światowej przez hitlerowców, mieszkańcy ukrywali się nad niewielkim jeziorkiem Moczadło. Pożar szybko się rozprzestrzeniał, ponieważ wszystkie zabudowania w zagrodach były drewniane, kryte strzechą lub papą. Po wojnie odbudowano domy na starych siedliskach, obecnie większość z nich jest rozbudowywana. Nowe domy są większe, dostosowane do współczesnych wymogów, natomiast w większości zagród pozostał dawny układ przestrzenny.

## Osoby związane z Męcikałem
- Henryk Grabosz